# Funningen
Funningen är ett samhälle i Borås kommun, Västra Götalands län belägen i den tidigare Torpa socken sydväst om Borås med sjön Gasslången i väster. SCB avgränsade 1990 en småort i norra delen av dagens tätort, och  2015 en i den södra delen (Osdal).  Vid avgränsningen 2020 hade de två småorterna växt samman och bildat en tätort. Vid avgränsningen 2020 klassades bebyggelsen sammanväxt med den i Bosnäs under namnet Funningen och Bosnäs och denna tätort avregistrerades

## Befolkningsutveckling
| Befolkningsutvecklingen i Funningen/Funningen norra 1990–2020 | Befolkningsutvecklingen i Funningen/Funningen norra 1990–2020 | Befolkningsutvecklingen i Funningen/Funningen norra 1990–2020 | Befolkningsutvecklingen i Funningen/Funningen norra 1990–2020 | Befolkningsutvecklingen i Funningen/Funningen norra 1990–2020 |
| ------------------------------------------------------------- | ------------------------------------------------------------- | ------------------------------------------------------------- | ------------------------------------------------------------- | ------------------------------------------------------------- |
|                                                               |                                                               |                                                               |                                                               |                                                               |
| År                                                            |                                                               |                                                               | Folkmängd                                                     | Areal (ha)                                                    |
| 1990                                                          | 1990                                                          |                                                               | 69                                                            | 7#                                                            |
| 1995                                                          | 1995                                                          |                                                               | 88                                                            | 22#                                                           |
| 2000                                                          | 2000                                                          |                                                               | 97                                                            | 22#                                                           |
| 2005                                                          | 2005                                                          |                                                               | 93                                                            | 22#                                                           |
| 2010                                                          | 2010                                                          |                                                               | 98                                                            | 22#                                                           |
| 2015                                                          | 2015                                                          |                                                               | 112                                                           | 32#                                                           |
| 2020                                                          | 2020                                                          |                                                               | 213                                                           | 72                                                            |
| Anm.: tätort 2020, Osdal uppgått 2020 # Som småort.           |                                                               |                                                               |                                                               |                                                               |